# Świętno
Świętno es una ciudad de la Gran Polonia cercana a la frontera con Silesia. Durante la insurrección polaca de enero de 1919 en la zona, con combates entre los restos del ejército alemán y los nacionalistas polacos, un sacerdote luterano llamado Emil Hegmann proclamó la república y la neutralidad de su territorio buscando evitar la incorporación de la comarca, de mayoría alemana, a Polonia. La bandera utilizada fue la imperial alemana.
La república fue ocupada por los alemanes el 10 de agosto de 1919 y anexionada a este país el 20 de agosto del mismo año.